# Luigi Dallapiccola
Luigi Dallapiccola (3. února 1904, Pisino d'Istria (dnes Pazin, Chorvatsko) – 19. února 1975, Florencie) byl italský hudební skladatel. Je znám svými lyrickými dvanáctitónovými skladbami.

## Život
Dallapicola se narodil italským rodičům v Pazinu v dnešním Chorvatsku (tehdy Pisino d'Istria). Počátky jeho hudebního vzdělávání byli poněkud nesoustavné. Politická nestabilita Istrie, která tehdy patřila Rakousko-Uhersku, nutila jeho rodinu k častému stěhování. Jeho otec byl ředitelem na italskojazyčné škole, která byla na počátku 1. světové války uzavřena. Rodina byla považována za politicky nespolehlivou a byla proto umístěna do internace ve Štýrském Hradci, kde budoucí skladatel neměl ani přístup ke klavíru. Po zhlédnutí místního operního představení se upevnilo jeho rozhodnutí stát se skladatelem.
Svá hudební studia započal v Terstu pod vedením Alice Andrich Floriové a Antonia Illersberga. V roce 1921 se mu dostala do ruky učebnice harmonie Arnolda Schönberga, která ovlivnila celou jeho hudební dráhu.
Po maturitě v roce 1922 se přestěhoval do Florencie a studoval na konzervatoři (Conservatorio Luigi Cherubini) hru na klavír u Ernesta Consola a skladbu, kde byli jeho učiteli Roberto Casiraghi a Corrado Barbieri, později také Vito Frazzi. Na téže škole byl v roce 1931 jmenován profesorem a působil zde až do odchodu do důchodu v roce 1967. Mezi jeho žáky byli např. Abraham Zalman Walker, Luciano Berio, Bernard Rands, Donald Martino, Halim El-Dabh, Ernesto Rubin de Cervin, Arlene Zallman, Roland Trogan, Noel Da Costa a Raymond Wilding-White.
Po počátečním obdivu k hudbě Richarda Wagnera a Clauda Debussyho se přiklonil k ideám tzv. Druhé vídeňské školy, zejména k dílu Albana Berga a Antona Weberna. Používal a rozvíjel seriální techniky, ale neztrácel při tom smysl pro melodickou linku.
Dallapiccolovy zkušenosti z mládí, prožitým po fašistickým režimem Benita Mussoliniho, ovlivnily celý jeho život. Nejprve Mussoliniho podporoval. Po roce 1930 však svůj názor radikálně změnil. Přispěla k tomu zejména válka v Etiopii, účast Itálie ve Španělské občanské válce a Mussoliniho sympatie k rasovým názorům Adolf Hitlera. Poslední důvod byl obzvláště silný, neboť Dallapiccolova manželka, Laura Luzzatto, byla židovského původu. Tento svůj postoj vyjádřil ve sborové skladbě Canti di prigionia a opeře Il prigioniero.
Během Druhé světové války se snažil pokračovat ve své hudební dráze. Vystupoval na veřejnosti jako klavírista, ale pouze v zemích, které nebyly obsazeny nacisty. I tak se však musel dvakrát po několik měsíců skrývat.
Po válce (zejména díky opeře Il prigioniero) vzrostl zájem veřejnosti o jeho dílo. Často cestoval do Spojených států amerických. V letech 1951–1952 vedl několik kurzů kompozice v Tanglewoodu a po roce 1956 na Queens College v New Yorku. Stal se vyhledávaným pedagogem v Evropě i ve Spojených státech. Uměleckým vrcholem jeho kariéry se stala opera Ulisse. Po této opeře se ke komponování vracel už jen zřídka. Více se věnoval psaní esejů a odborných prací.
Jeho zdraví se postupně zhoršovalo. Zemřel na plicní edém ve Florencii v roce 1975.

## Dílo

### Sbory
- Due liriche del Kalewala pro tenor, baryton, sbor a čtyři bicí nástroje (1930)
- La canzone del Quarnaro pro tenor a mužský sbor (1930)
- Estate pro mužský sbor (1932)
- Sei cori di Michelangelo Buonarroti il giovane (1933-1936)
- Canti di prigionia pro smíšený sbor a orchestr (1938-1941)
- Canti di liberazione pro sbor a orchestr (1951-1955)
- Requiescant pro smíšený sbor, dětský sbor a orchestr (texty Oscar Wilde a James Joyce, 1957-1958)
- Tempus destruendi - Tempus aedificandi pro smíšený sbor (1970-1971)

### Vokální hudba
- Fiuri de tapo, zpěv a klavír, slova Biagio Marin (1925)
- Caligo, zpěv a klavír, slova Biagio Marin (1926
- Divertimento in quattro esercizi pro soprán a pět nástrojů (1934)
- Tre laudi pro soprán, tenor a 13 nástrojů (1936-1937)
- Cinque frammenti di Saffo pro soprán a komorní orchestr (1942)
- Sex carmina Alcaei pro soprán a 11 nástrojů (1943)
- Due liriche di Anacreonte pro soprán (1945)
- Rencesvals: Trois Fragments de la Chanson de Roland, zpěv a klavír (1946)
- Quattro liriche di Antonio Machado, zpěv a klavír (1948)
- Tre poemi pro soprán a komorní orchestr (texty James Joyce, Michelangelo Buonarroti a Manuel Machado (1949)
- Goethe Lieder pro ženský hlas a tři klarinety(1953)
- Cinque canti pro baryton a nástroje (1956)
- Preghiere pro baryton a malý orchestr, slova Murilo Mendes (1962)
- Parole di San Paolo pro mezzosoprán a 11 nástrojů (1964)
- Sicut Umbra... pro mezzosoprán a 15 nástrojů, slova Juan Ramón Jiménez (1970)
- Commiato pro soprán a 15 nástrojů (1972)

### Instrumentální hudba
- Musica pro tre pianoforti (Inni) (1935)
- Piccolo concerto pro Muriel Couvreux pro klavír a orchestr (1939-1941)
- Tre episodi dal balletto "Marsia" pro klavír (1942-1943)
- Sonatina canonica pro klavír (1942-1943)
- Ciaccona, intermezzo e adagio pro violoncello sólo (1945)
- Due studi pro housle e klavír (1947)
- Quaderno musicale di Annalibera pro klavír (1952)
- Tartiniana seconda pro housle a klavír (1956)
- Dialoghi pro violoncello a orchestr (1959-1960)
- Piccola musica notturna komorní soubor (flétna, hoboj, klarinet, celesta, harfa, housle, viola a violoncello) (1961)

### Orchestrální skladby
- Dalla mia terra pro mezzosoprán, sbor a orchestr (1928)
- Partita pro soprán, sbor a orchestr (1930-1932)
- Tre studi pro soprán a komorní orchestr (1932)
- Rapsodia pro zpěv a komorní orchestr (1932-1933)
- Due pezzi pro orchestra (1946-1947)
- Tartiniana pro housle a orchestr na téma Giuseppe Tartiniho (1951)
- Piccola musica notturna pro orchestr (1954)
- Variazioni pro orchestr (1954)
- An Mathilde pro ženský hlas a orchestr, slova Heinrich Heine (1955)
- Tartiniana seconda pro housle a orchestr na téma Giuseppe Tartiniho (1957)
- Concerto pro la notte di Natale dell'anno 1956 pro komorní orchestra a soprán, text Jacopone da Todi (1956-1957)
- Three questions with two answers pro orchestr (1962)

### Jevištní díla
- Volo di notte, opera podle Antoine de Saint-Exupéryho) (1940)
- Marsia, balet (1943)
- Il prigioniero, opera podle Villiers de l'Isle-Adam) (1944-1948)
- Job, oratorium pro sóla, vypravěče, sbor a orchestr ( solisti, recitante, coro e orchestra, text skladatele podle Knihy Jób) (1950)
- Ulisse opera, libreto skladatele podle Homéra) (1968)